# فقط لأن!
فقط لأن (باليابانية: ジャストビコーズ، بالروماجي: Jasutobikōzu) (بالإنجليزية: Just Because)‏ هو مسلسل أنمي ياباني تلفزيوني أصلي، من تأليف هاجيمي كاموشيدا وكيسيكي هيمورا. أنتج من قبل استوديو باين جام.

## القصة
في شتاء عامهم الثالث في ثانوية، مع اقتراب نهاية الدورة الثانية، وتبقي أيام معدودة على نهاية حياتهم مدرسية. الجميع ينتظر تخرج. حتى عاد فجأة. لقد كان زميلهم من الإعدادية الذي أنتقل بعيدا. حيث عاد في وقت غريب، والذي أعاد لم شملهم. كان مثل إشارة انطلاق رنت في مشاعر التلاميذ الذين ظنوا أن حياتهم مدرسية ستنتهي بحفل تخرج فقط.

## الشخصيات
إيتا إيزومي (泉 瑛太 Izumi Eita)
أداء صوتي: أووي إتشيكاوا
تلميذ عاد إلى منزله بعد مرور أربع سنوات.
ميو ناتسومي (夏目 美緒 Natsume Mio)
أداء صوتي: Karin Isobe
رئيسة مجلس طلبة.
هاروتو سوما (相馬 陽斗 Sōma Haruto)
أداء صوتي: تايشي موراتا
عضو في فريق كرة القاعدة.
هازوكي موريكاوا (森川 葉月 Morikawa Hazuki)
أداء صوتي: يونا يوشينو
هازوكي عضو في فرقة مدرسية.
إينا كوميا (小宮 惠那 Komiya Ena)
أداء صوتي: لين (مؤدية أصوات)
إينا تلميذة في عامها الثاني، وعضوة في نادي تصوير.

## وسائل إعلام

### أنمي
- تصميم شخصيات: كيسيكي هيمورا.
- إخراج: أتسوشي كوباياشي.
- إعداد: كيسيكي فوكوناغا.[4]
- إنتاج: باين جام[5]
- أغنية بداية: over and over.
- أغنية نهاية: behind.[6][7]

بث في 5 أكتوبر، 2017 على طوكيو إم إكس وبعض قنوات أخرى.

### رواية
أقتبست رواية عن أنمي. ونشرت على مجلة دا فينشي تابعة لكادوكاوا بدءا من عدد أكتوبر 2017.

### مانغا إلكترونية
تنشر مانغا إلكترونية على حساب تويتر خاص بأنمي. كل فصل يتكون من صفحتين.

## وصلات خارجية
- موقع الرسمي (باليابانية)
- فقط لأن! على موقع IMDb (الإنجليزية)
- فقط لأن! على موقع فيلمافينيتي (الإسبانية)
- فقط لأن! على موقع كينوبويسك (الروسية)
- فقط لأن! على موقع قاعدة بيانات الفيلم (الإنجليزية)
- فقط لأن! على موقع ANN anime (الإنجليزية)

 (بالإنجليزية)